# Werner Bruschke

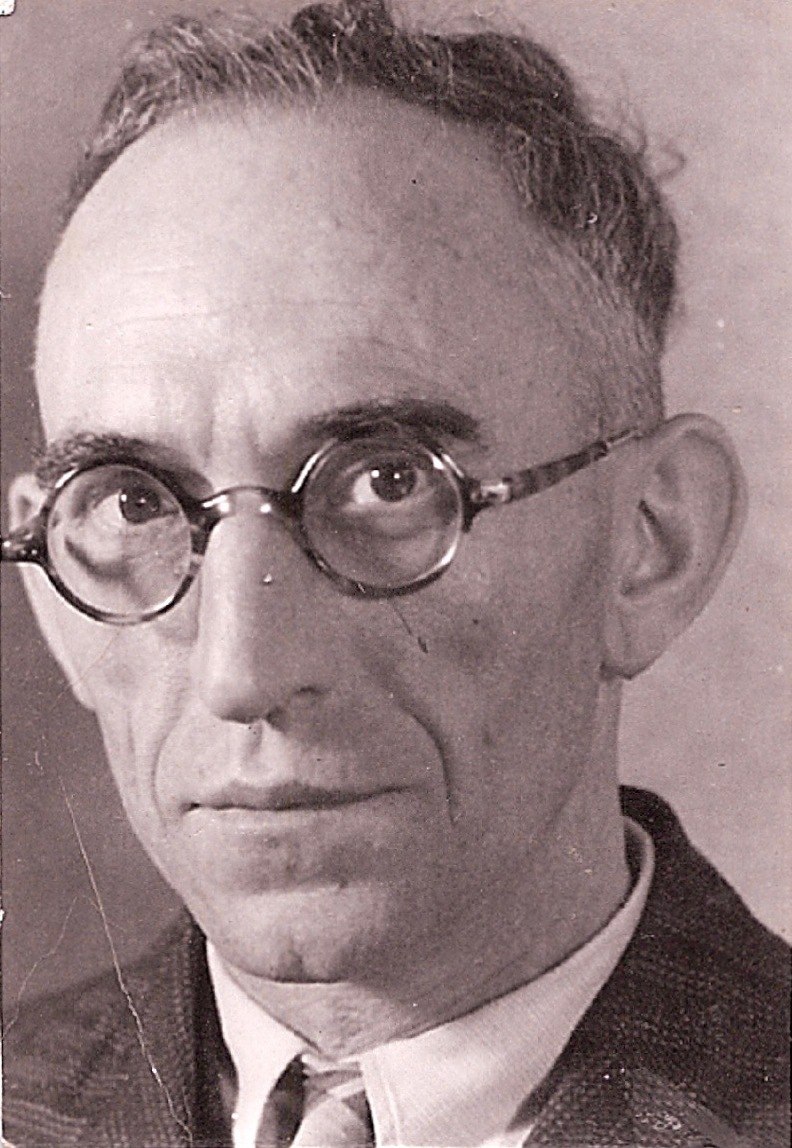
Werner Bruschke

Ernst Werner Bruschke (* 18. August 1898 in Sudenburg; † 17. Februar 1995 in Halle (Saale)) war ein deutscher Politiker. Er war von 1949 bis 1952 Ministerpräsident des Landes Sachsen-Anhalt in der DDR.

## Leben
Der Sohn des Metallarbeiters Martin Oswald Karl Adolph Bruschke und der Auguste Marie Hedwig Schmidt besuchte von 1906 bis 1912 die Bürgerschule und absolvierte anschließend von 1912 bis 1916 in Magdeburg eine Ausbildung zum Schlosser. Er trat 1912 der Sozialistischen Arbeiterjugend und 1916 der SPD bei. Von Januar 1917 bis 1918 diente Bruschke als Soldat im Ersten Weltkrieg. Im Anschluss arbeitete er bis 1927 als Schlosser in Magdeburg. Danach war er hauptamtlicher Funktionär der SPD in Magdeburg für Kommunalpolitik, Bildung und Finanzen. Von 1931 bis 1933 arbeitete Bruschke als Mitglied des Provinziallandtages der Provinz Sachsen.
Nach der Machtübernahme der NSDAP 1933 arbeitete Bruschke zunächst als Tabakwarenhändler und ab 1934 als Versicherungsvertreter. Daneben organisierte er zusammen mit Ludwig Wellhausen und Ernst Lehmann ein illegales Kontaktnetz der Sozialdemokraten im Raum Magdeburg. Aufgrund seiner politischen Tätigkeit wurde er mehrmals inhaftiert. Im Januar 1939 wurde er erneut in Untersuchungshaft genommen und im Juli 1941 durch das Landesgericht Magdeburg wegen Hoch- und Landesverrat zu einem Jahr Gefängnis und anschließender Schutzhaft verurteilt. Von 1942 bis Mai 1945 war er als Häftling in den Konzentrationslagern Sachsenhausen und Dachau.
Am 12. Juni 1945 traf er, aus Dachau kommend, in Magdeburg ein, wo er mit dem Aufbau der SPD im Bezirk Magdeburg-Anhalt beauftragt wurde. Während und nach der Gründung des Landes Sachsen-Anhalt (1946) sowie der Zwangsvereinigung von SPD und KPD zur SED (1946) versah Bruschke verschiedene (partei)politische Ämter:
- 1945: Sekretär des SPD-Vorstandes im Bezirk Magdeburg
- 1945/46: Vizepräsident der Provinzialverwaltung von Sachsen-Anhalt
- 1946: Regierungspräsident des Bezirks Magdeburg
- 1946–48: Finanzminister der Provinzial- bzw. Landesregierung Sachsen-Anhalt
- 1946–49: Abgeordneter des Landtags von Sachsen-Anhalt
- 1948/49: Mitglied des Deutschen Volksrats
- 1949–52: Ministerpräsident des Landes Sachsen-Anhalt
- 1949–54: Abgeordneter der Volkskammer
- 1950–54: Mitglied des Zentralkomitees der SED
- 1952–55: Vorsitzender des Rats des Bezirks Halle und Mitglied der SED-Bezirksleitung

Im November 1954 trat Bruschke von seinen hauptamtlichen Funktionen aus gesundheitlichen Gründen zurück. Von März 1956 bis Dezember 1957 war er Vorsitzender der Bezirksrevisionskommission Halle der SED. Er wurde aus der Bezirksrevisionskommission entlassen, weil er geduldet hatte, „dass seine Frau nach Westdeutschland fuhr, ohne dass er das Büro der Bezirksleitung davon in Kenntnis setzte.“ Anschließend wurde er Rentner, blieb aber Abgeordneter des Bezirkstages Halle. Bis 1989 war er Mitglied der Zentralleitung des Komitees der antifaschistischen Widerstandskämpfer.

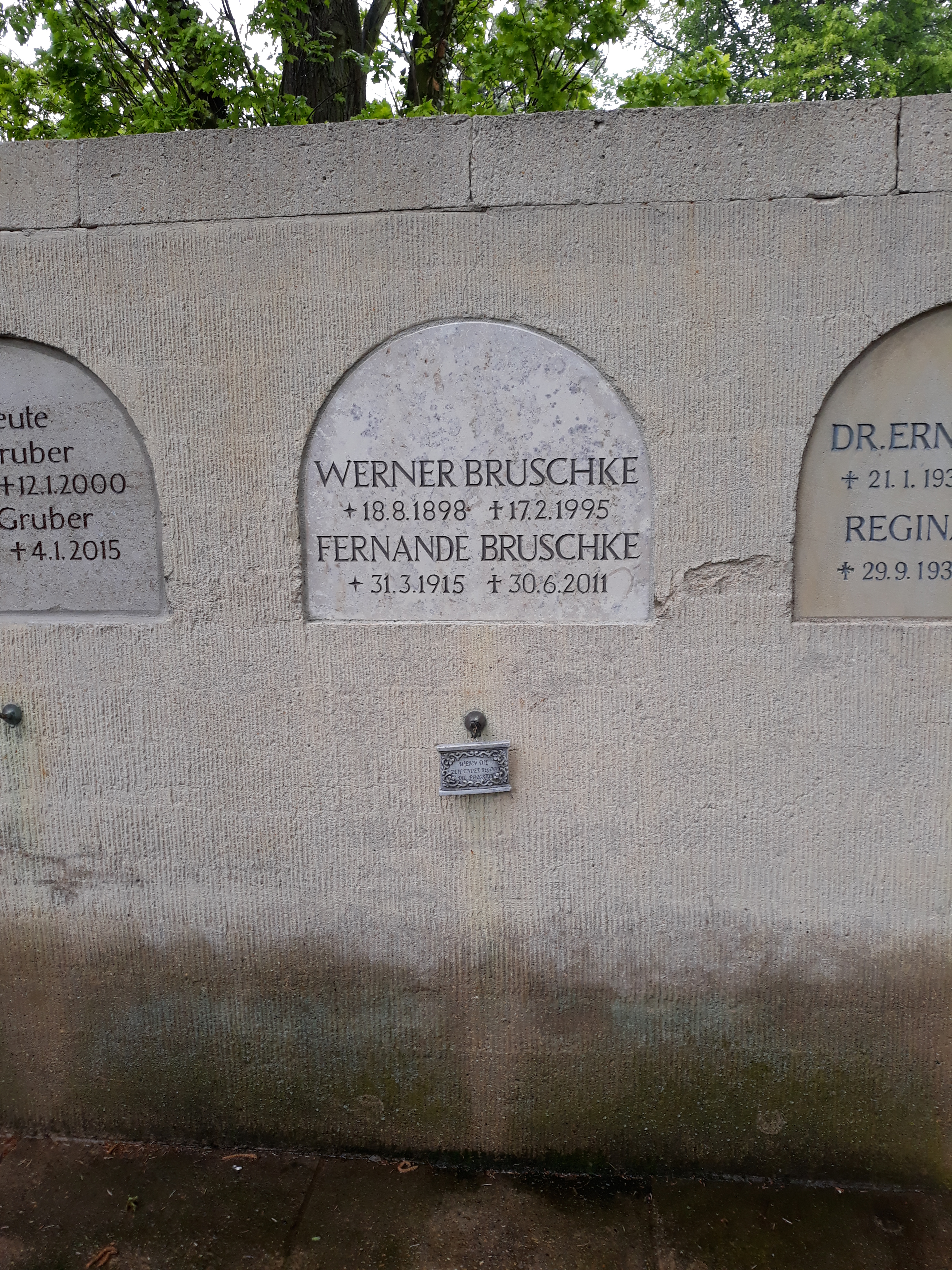
Grabstätte Werner Bruschke und Ehefrau Fernande, Gertraudenfriedhof Halle (Saale).

Bruschke wurde mehrmals mit dem Vaterländischen Verdienstorden ausgezeichnet, darunter am 6. Mai 1955 in Silber und 1988 mit der Ehrenspange zum Vaterländischen Verdienstorden in Gold. 1960 erhielt er außerdem den Orden Banner der Arbeit, 1973 den Karl-Marx-Orden und 1983 den Orden Großer Stern der Völkerfreundschaft in Gold.

## Schriften
- Alle Kraft für die Planerfüllung. Sachsen-Anhalt im Volkswirtschaftsplan 1951 u. 1952. Amt für Information Sachsen-Anhalt, Halle 1952.
- Episoden meiner politischen Lehrjahre. Halle, 1979.
- Für das Recht der Klasse – für die Macht der Arbeiter und Bauern. Kommission zur Erforschung der Geschichte der Örtlichen Arbeiterbewegung bei der Bezirksleitung Halle der SED, Halle 1981.
- Es ging um die Macht. Kommission zur Erforschung der Geschichte der Örtlichen Arbeiterbewegung bei der Bezirksleitung Halle der SED, Halle 1984.